# Steinmetzschule Hallein
Die Steinmetzschule Hallein, gegründet 1898, ist heute eine berufsbildende Schule Österreichs als Teil der Höheren Technischen Bundeslehranstalt in Hallein. Die Steinmetzschule ist in die Abteilung Kunst und Design eingegliedert.

## Allgemeines
Die Steinmetzschule Hallein ist eine von vier noch in der Monarchie Österreich-Ungarn gegründeten Schulen mit Schwerpunkt Steinmetzausbildung. Sie war zuerst eine Erweiterung der Bildhauerschule Hallein, die als erste berufsbildende Schule Österreichs gilt. Im Bildungssystem in Österreich ist sie ein Schultyp der in der Kategorie Berufsbildende mittlere Schule geführt wird. Mit Ende des 1. Weltkriegs und dem Zerfall des Vielvölkerstaats verblieb einzig Hallein als Schulstandort auf dem österreichischen Staatsgebiet.

## Vorgeschichte
Der Bauboom, der Ende des 19. Jahrhunderts herrschte, erforderte die Erschließung und Verarbeitung größeren Mengen an Naturstein. Nicht nur der Mangel an Facharbeitern bedingte eine Reform der Steinmetzausbildung, sondern auch die Bauweise der Gründerzeit war mit hohen technischen und neuen Anforderungen für Steinmetze verbunden. Daher wurden neue Berufsbilder und zentrale Lehrpläne von der monarchistischen Schul-Administration in Wien in Zusammenarbeit mit lokalen Steinmetzbetrieben entwickelt, die durchaus bereits schulische Maßnahmen in Betrieben durchgeführt hatten. Die Ausbildung wurde staatlich verschult und vier neue Schulstandorte bestimmt.
1879 wurde die K. k. Fachschule für Steinbearbeitung in Laas, 1886 die K. k. Fachschule für Steinbearbeitung in Saubsdorf wie auch im gleichen Jahr die K. k. Fachschule für Steinbearbeitung in Friedeberg und 1892 die K. k. Fachschule für Steinbearbeitung in Hallein gegründet. 1908 kam es auf österreich-ungarischen Staatsgebiet zur Gründung einer weiteren Steinmetzschule, die bis heute (2021) besteht, auf der dalmatinischen Insel Brač im heutigen Kroatien.

## Steinmetzschulentwicklung
Das große Interesse an Fachschulung aus dem Bereich des Steinmetzgewerbes war der Hauptgrund für die Schulerweiterung in Hallein, 1892 besuchten 35 Hospitanten die Fachschule und 24 von ihnen waren Steinmetze. 1897 genehmigte das Unterrichtsministerium die Eröffnung der Abteilung für Steinbearbeitung und 1898 wurde die Schule in Hallein eröffnet.
Mit der Errichtung der Abteilung für Steinmetze wurde den bedeutenden Natursteinvorkommen in der Umgebung von Halleins Rechnung getragen. 5 Kilometer in östlicher Richtung liegen die Steinbrüche des Adneter Marmors und 10 Kilometer im Nordosten die des Untersberger Marmors.
Die Schnitzereischule Hallein hatte sich 25 Jahre nach ihrer Gründung zur K. k. Fachschule für Holz- und Steinbearbeitung in Hallein weiterentwickelt.
Seit 1920 besteht am Schulstandort Hallein auch die Bauhandwerkerschule für Steinmetze.

## Ausbildung
In jüngster Zeit werden die Ausbildungsinhalte in Lehrplänen erfasst und in Intervallen je den jeweiligen Anforderungen der technischen Entwicklungen und Fortschritten angepasst. Im Zentrum der Ausbildung steht ein fundierter handwerklicher und technischer Fachunterricht, der mit einer Abschlussprüfung endet. Dieser Abschluss ist gesetzlich der Lehrabschlussprüfung (Gesellenprüfung) in Österreich gleichgestellt.
Neben dem fachpraktischen und fachtheoretischen Unterricht findet auch Allgemeinbildender Unterricht statt.

## Sonstiges
Seit 2007 nehmen Absolventen auch regelmäßig und erfolgreich an den nationalen Ausscheidungen und in Folge auch als Vertreter Österreichs an den Internationalen Wettbewerben teil.

### Ergebnisse auf WorldSkills-Wettbewerben
- 2007 Philipp Neumann, Shizuoka Jp,. Medal of excellence 4. Platz
- 2009 Stefan Posch, Calgary, 5. Platz
- 2011 Melanie Seidl, London, 5. Platz
- 2015 Marius Golser, São Paulo, Gold
- 2019 Sebastian Wienerroither, Kazan, Silber

### Ergebnisse auf EuroSkills-Wettbewerben
- 2012 Melanie Seidl, Spa Frankorchamps, Gold
- 2018 Robert Moser, Budapest, Silber

### Lehrer an der Steinmetzschule
Steinmetzmeister als Schullehrer:
- Jakob Steinweiß 1898–1931
- August Moser 1930–1945
- Anton Schmalzhofer (vor 1951)
- Anton Mayer 1957–1964
- Franz Kohlross 1961–1977
- Otto Katzlberger 1964–1975
- Theobald Hartmann 1946–1977
- Gerhard Worek 1971–1989
- Franz Schatteiner 1975–1998
- Franz Angerer 1977–1993
- Roland Kraml 1984–2007
- Franz Brunauer 1978–1996
- Herbert Koidl 1981–1982
- Franz Russegger 1981–2017
- Georg Obererlacher 1989
- Hermann Fuchsberger 1993–2012
- Josef Löffelberger 1996
- Robert Singer 1998
- Bernhard Gann 2008
- Christian Vercayie 2010
- Moritz Moser 2013
- Andreas Russegger 2014
- Michael Fuetsch 2015